# Uganda (Schiff, 1952)
Die Uganda war ein 1952 in Dienst gestelltes Passagierschiff der britischen British India Steam Navigation Company. Das 1967 für Bildungsreisen für Schulklassen umgebaute Schiff wurde vor allem durch seinen Einsatz als Lazarettschiff im Falklandkrieg 1982 bekannt. Die Uganda blieb bis 1985 in Fahrt und wurde 1986 zum Abwracken nach Kaohsiung verkauft, wo sie am 22. August desselben Jahres havarierte. Ihr Wrack wurde 1992 vor Ort abgebrochen.

## Geschichte
Die British India Steam Navigation Company (kurz B.I.) orderte 1947 zwei neue Passagier- und Frachtschiffe für den Liniendienst nach Ostafrika. Diese sollten ursprünglich den Namen Kenya und Karatina tragen. 1949 änderte B.I. jedoch den Namen des zweiten Neubaus in Uganda um.
Die Uganda entstand unter der Baunummer 720 bei Barclay, Curle & Company in Glasgow und wurde am 15. Januar 1952 vom Stapel gelassen. Taufpatin des Schiffes war Lady Hall, die Gattin des von 1944 bis 1951 als Gouverneur von Uganda amtierenden John Hathorn Hall. Nach der Ablieferung an die British India Steam Navigation Company am 17. Juli 1952 nahm die Uganda am 2. August den Liniendienst von London nach Beira mit Zwischenstopps in Gibraltar, Neapel, Port Said, Aden, Mombasa, Daressalam und Tanga auf. Bei ihren Rückreisen nach London steuerte sie zusätzlich Malta, Marseille und Gibraltar an. Ihr älteres Schwesterschiff Kenya wurde bereits im August 1951 in Dienst gestellt.
Die Uganda hatte zunächst einen schwarzen Rumpf. Dieser wurde 1955 wie bei allen Schiffen der British India Steam Navigation Company weiß gestrichen. Anfang der 1960er Jahre steuerte das Schiff zwischenzeitlich auch Durban an. Bis Mitte der 1960er Jahre war die Uganda erfolgreich im Einsatz und zumeist ausgebucht, ehe der Liniendienst aufgrund der Konkurrenz durch Fluggesellschaften unrentabel wurde.
Am 5. April 1967 traf die Uganda bei den Howaldtswerke Hamburg ein, wo sie zu einem Kreuzfahrtschiff für Bildungsreisen mit Schulkindern umgebaut wurde. Hierbei erhielt das Schiff unter anderem auch eine stark veränderte, moderner anmutende Brückenfront. Am 27. August 1968 trat die Uganda ihre erste Reise nach dem Umbau mit 835 Schülern aus Norfolk, Northumberland sowie der Tschechoslowakei an. Alleine im ersten Jahr folgten zwanzig weitere solcher Fahrten. 1973 ging die Uganda in den Besitz der Peninsular and Oriental Steam Navigation Company über.

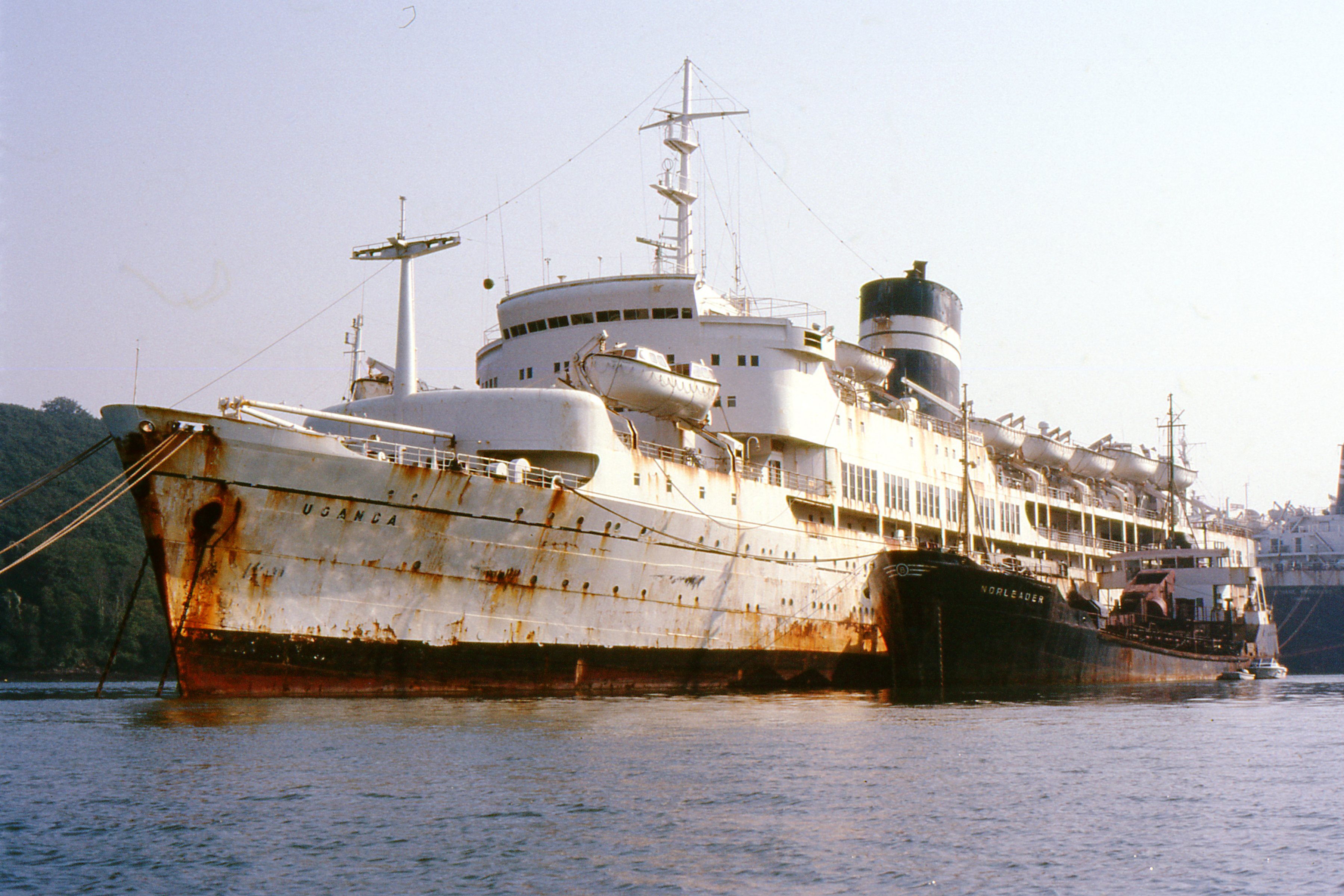
Die aufgelegte Uganda im September 1985

1982 wurde die Uganda von der britischen Regierung als Lazarettschiff im Falklandkrieg genutzt, ehe sie im August desselben Jahres wieder in den Kreuzfahrtdienst zurückkehrte. Im Januar 1983 charterte die britische Regierung das Schiff erneut für den Dienst von Ascension in die Falklandinseln. Im April 1985 wurde die Uganda ausgemustert und aufgelegt.
Nach fast einem Jahr Liegezeit wurde das Schiff in Triton umbenannt und zum Verschrotten nach Kaohsiung verkauft, wo es am 15. Juli eintraf. Noch vor Beginn der Abbrucharbeiten wurde die Triton jedoch am 22. August von einem tropischen Wirbelsturm an die Küste getrieben, wo sie im flachen Gewässer kenterte. Das Wrack blieb noch bis März 1992 vor Kaohsiung liegen, ehe es vor Ort abgebrochen wurde.
1993 wurde der SS Uganda Trust gegründet, der Hilfsprojekte für Kinder und Jugendliche sowie Projekte zum Thema Seefahrt unterstützt. Die Stiftung entstand aus der in den 1980er Jahren gegründeten SS Uganda Society, die sich vergeblich um einen Erhalt des Schiffes bemüht hatte.